# 鬱陵機場
郁陵机场（：／ Ulleung-gonghang）是大韩民国庆尚北道鬱陵郡郁陵邑沙洞里正在建设的机场，预计于2028年上半年开放。

## 計畫
郁陵机场于2020年11月27日开工，預計于2028年下半年竣工。總工程費用为6,633亿韓圓，建設1條长1,200公尺、宽30公尺的跑道以及1棟航站樓，可供50人以下的小型航空飛機使用。
该工程開鑿鬱陵島南端的可頭峰（194公尺），並將鑿出的岩石與土砂填埋至可頭峰东北側沙洞港防波堤的外海，填埋面積超过236,000平方公尺，并在填埋後的土地上建造跑道、繫留場與航站樓。

## 历史
郁陵机场工程自1980年代以来曾多次推动，但由于建设困难需要巨额预算，预期收益相比之下卻很小的經濟問題而未實行。
2010年企划财政部開展的預備妥當性調查顯示經濟性分析數值（性價比）仅为0.77，工程因经济效益低而搁置。2012年将跑道長从1,200公尺减至1,100公尺，寬从150公尺减至80公尺，并将工程費用从2010年的6,400亿韓圓降至4,798亿韓圓後重新開展預備妥當性調查，但由於效益评估更为保守，性價比變得更低，为0.70。
2013年同內容的工程提案性價比變为1.19，效益超过成本而通過預備妥當性調查，決定建设。当时的計畫是2014年開始建设机场，2020年开放。
2015年，基本計畫公布，跑道长从1,100公尺延长回1,200公尺，工程費用从4,798亿韓圓增至5,805亿韓圓。当时的計畫是2016年开始建设机场，2020年末开放。
该工程于2016年以統包方式訂貨，但可頭峰的岩石强度不足，无法用于填埋海域以建造跑道，工程費用預計增加近1,000亿韓圓，於是该工程遭到放弃，2017年決定將开放計畫繼續推迟至2022年以後。
2019年，政府将郁陵机场建设工程費用提高至6,633亿韓圓，并修正了計畫，決定於2020年開始建设机场，2026年上半年开放。
正式開工儀式於2020年11月27日舉行。

## 经济性与特殊性
郁陵机场工程於2013年通過預備妥當性調查，當時的经济性分析（性價比）显示成本不变，但一年内的效益比上一年高出1.7倍。另一方面，工程費用从为了通过預備妥當性調查而减少的4,798亿韓圓增至6,633亿韩元，水準与被评估为不经济的2010年相同。
郁陵岛是東海（日本海）中部的火山岛，由于地形特性，在岛内山区很難開闢机场用地，必须填海造地。虽然有83万立方公尺的岩石可用于工程用地周邊填埋，但整個填海造地工程需要350万立方公尺的岩石，為其4.2倍，严重短缺。有人提出以浮动跑道作为替代方案，可将庞大的工程費用减少一半以上，但由于没有應用於机场的事例而被排除。

### 军用可能
從“不沉航母”的概念看，郁陵机场亦可軍用，以加强对東海（日本海）及獨島的有效控制。然而与其他军用机场不同，郁陵机场规模小，没有足够空间容纳军用飞机运行所需设备，當前計畫需进一步修改方可軍用，因而不太可能軍用。